# أري براون
أري براون (بالإنجليزية: Ari Brown)‏ هو عازف جاز أمريكي، ولد في 1 فبراير 1944 في شيكاغو في الولايات المتحدة.

## وصلات خارجية
- أري براون على موقع ميوزك برينز (الإنجليزية)
- أري براون على موقع أول ميوزيك (الإنجليزية)
- أري براون على موقع ديسكوغز (الإنجليزية)